# Cyrtandra arborescens
Cyrtandra arborescens är en tvåhjärtbladig växtart som beskrevs av Carl Ludwig von Blume. Cyrtandra arborescens ingår i släktet Cyrtandra och familjen Gesneriaceae.

## Underarter
Arten delas in i följande underarter:
- C. a. arborescens
- C. a. tesselata